# Haruomi Hosono
Haruomi Hosono (細野 晴臣 Hosono Haruomi?, Minato, Tokio, Japón, 9 de julio de 1947), también conocido como Harry Hosono, es un músico japonés. Fue miembro de la banda de rock Happy End y de la banda de música electrónica Yellow Magic Orchestra con Yukihiro Takahashi y Ryuichi Sakamoto.
Hosono ha lanzado varios álbumes como solista abarcando varios estilos, incluyendo música para películas y una variedad de música electrónica ambiental. Así como ha grabado su propia música, Hosono ha hecho un considerable trabajo de producción para otros artistas como Miharu Koshi, Sheena and the Roketts, Sandii and the Sunsetz,  Chisato Moritaka y Seiko Matsuda.

## Biografía
Hosono es el nieto de Masabumi Hosono, el único sobreviviente y pasajero japonés del RMS Titanic. Hosono llamó la atención en Japón como bajista de la banda de rock psicodélico Apryl Fool, junto con el baterista Takashi Matsumoto, quien lanzó el álbum The Apryl Fool en 1969. Hosono y Matsumoto formarían posteriormente la influyente banda de folk rock Happy End con Eiichi Ohtaki and Shigeru Suzuki. Una de las canciones que compuso para Happy End, "Kazemachi Roman|Kaze wo Atsumete" (1971), apareció en el soundtrack del filme Lost in Translation en  2003. Después de la ruptura de Happy End en 1974, Hosono trabajo con una asociación de artistas haciendo música exótica bajo el nombre de Tin Pan Alley.
Su participación en la música electrónica fue desde inicios de los años setenta, cuando tocó el bajo eléctrico para el álbum folk pop rock Ice World (1973) de Inoue Yousui y el álbum de rock progresivo/psicodélico Benzaiten (1974) de Osamu Kitajima, en ambos álbumes eran de rock electrónico que utilizaban sintetizadores, guitarras eléctricas, y posteriormente, caja de ritmos y batería electrónica.
En 1977, Hosono invitó a Ryuichi Sakamoto y Yukihiro Takahashi a trabajar en el álbum exótica Paraiso, el cual incluye música electrónica a partir de un sintetizador polifónico Yamaha CS-80 y un ARP Odyssey. La banda fue nombrada Harry Hosono and the Yellow Magic Band" y, grabando a finales 1977, se lanzó Paraiso a inicios de 1978. Nuevamente los tres trabajaron en 1978 para el álbum electrónico Pacific, en el cual se incluía una versión temprana de la canción Cosmic Surfin. 
En 1978, lanzó el soundtrack electrónico para la película ficticia de Bollywood Cochin Moon, acompañado del artista Tadanori Yokoo y los futuros miembros de YMO Ryuichi Sakamoto y Hideki Matsutake. Fue inspirado por un viaje a la India y "los exóticos, lujosos y maravillosos escenarios de los cines de la India, fue un álbum experimental "electro-exótica" que fusionaba la música música de India (asemejanda a Ravi Shankar) y la música de Bollywood con música electrónica, incluyendo una temprana canción de género electro-raga titulada Hum Ghar Sajan (de una frase de Gurú Granth Sahib). Durante el mismo año contribuyó a la canción "1000 Knives" de Ryuichi Sakamoto para su álbum debut,  The Thousand Knives of Ryuichi Sakamoto, en que se experimentó fusionando la música electrónica con la música tradicional de Japón.
Él fue uno de los primeros productores en reconocer la importancia de la música de videojuegos. El álbum debut homónimo de YMO en 1978 incluyó de manera sustancial sonidos de videojuegos y después de que YMO se separó, realizó un pequeño proyecto titulado Video Game Music que contenía versiones mezcladas y editadas de sonidos y música de las arcades de Namco. Video Game Music fue lanzado en 1984 como un ejemplo temprano de chiptune y como el primer álbum de música de videojuegos. Durante el mismo año, produjo el tema principal de la película de Hayao Miyazaki titulada Nausicaä del Valle del Viento, "Kaze no Tani no Naushika", con la participación de la cantante y actriz Narumi Yasuda. A finales de los años ochenta y a principios de los noventa, la influencia de la world music lo llevó a trabajar con diversos artistas y músicos como Amina Annabi.
Él ha producido un gran número de bandas como miembro de ellas. Su primera banda después de Yellow Magic Orchestra fue Friends of Earth. Como en la mayoría de sus proyectos el combina estilos musicales en los que está interesado. F.O.E. fue una combinación de funk con techno que incluyó una colaboración con James Brown y Maceo Parker para el remake de la canción Sex Machine. Otra de las bandas notables fue Love, Peace & Trance. Los miembros fueron Mimori Yusa, Miyako Koda, Haruomi Hosono and Mishio Ogawa. Entre 1982 y 1985 produjo varios álbumes de Yen Records, sello manejado por los integrantes de Yellow Magic Orchestra.
En los noventa comenzó el sello discográfico "Daisyworld" que se enfoca en el lanzamiento de varios artistas experimentales de Japón y del resto del mundo. Hosono ha colaborado con varios lanzamientos como World Standard, a trip into Americana: HAT, un supergrupo (cuyo acronicmo se refiere a Hosono, Atom Heart], Tetsu Inoue, y Quiet Logic, por Mixmaster Morris y Jonah Sharp. The Orb hizo un tributo a través de una serie de remixes incluyendo "Hope You Choke On Your Whalemeat". 
En 2002 Haruomi formó el dúo Sketch Show con el miembro de YMO Yukihiro Takahashi. Ellos han lanzado dos álbumes, de los cuales, Loophole, tuvo un lanzamiento en Reino Unido. Cuando el miembro de YMO, Ryuichi Sakamoto profundizo su colaboración en el proyecto se decidió que estas colaboraciones recibirían el nombre de Human Audio Sponge.
En primavera de 2007, sus compañeros de YMO y otros artistas rindieron tributo a Haruomi en un disco doble titulado "Tribute to Haruomi". Durante el mismo año, tuvo la película Appleseed Ex Machina fue lanzada incluyendo a Hosono como supervisor. En septiembre de 2010 presentó sus canciones en el festival De La Fantasía. En febrero de 2011 se anunció su nuevo álbum titulado "HoSoNoVa" que se lanzaría en el 20 de abril del mismo año.

## Bandas y colaboraciones
- Apryl Fool
- Happy End
- Tin Pan Alley
- Yellow Magic Orchestra
- Friends Of Earth (F.O.E) (con Eiki Nonaka)
- HIS (with Kiyoshirō Imawano y Fuyumi Sakamoto)
- Love, Peace & Trance [Mimori Yusa, Miyako Koda y Mishio Ogawa)
- Swing Slow (con Miharu Koshi)
- HAT (con Atom Heart y Tetsu Inoue)
- Harry & Mac (con Makoto Kubota)
- Tin Pan (con Tatsuo Hayashi y Shigeru Suzuki)
- Sketch Show (con Yukihiro Takahashi)
- HASYMO (previamente Human Audio Sponge) (Sketch Show y Ryuichi Sakamoto, con Keigo Oyamada, Hiroshi Takano, Christian Fennesz, Tomohiko Gondō y Ren Takada)

## Discografía

### Álbumes
- Hosono House (1973, Bellwood)
- Tropical Dandy' (1975, como Haruomi “Hosono”, Nippon Crown/Panam)
- Bon Voyage co. (泰安洋行 Taian Yōkō?) (1976, as Harry “The Crown” Hosono, Nippon Crown/Panam)
- Paraiso (はらいそ Haraiso?) (1978, por "Harry Hosono and The Yellow Magic Band", Alfa Records)
- Cochin Moon (コチンの月 Kochin no Tsuki?) (1978, por Hosono & Yokoo, King Records)
- Philharmony (1982)
- (花に水 Hana ni Mizu?) (1984, cassette, Tōjusha)
- Making of Non-Standard Music/Making of Monad Music (1984, Teichiku/Non-Standard/Monad)
- S·F·X (1984, by "Haruomi Hosono with Friends Of Earth", Teichiku/Non-Standard)
- Coincidental Music (1985, recopilación, Teichiku/Monad)
- Mercuric Dance (1985, Teichiku/Monad)
- The Endless Talking (1985, Teichiku/Monad)
- Omni Sight Seeing (1989, Epic Sony)
- Medicine Compilation (1993, Epic Sony)
- Mental Sports Mixes (1993, Sony Tristar)
- Good Sport (1995, Clock)
- Naga (1995, FOA)
- N.D.E. ("Near Death Experience") (1995, Mercury)
- Interpieces Organization (1996, por Haruomi Hosono & Bill Laswell, Teichiku)
- Road to Louisiana (ルイジアナ珍道中 Ruijiana Chindōchū?) (1999, por "Harry & Mac" (Makoto Kubota), Epic Records)
- Flying Saucer 1947 (2007, "Harry Hosono & The World Shyness", Victor/Speedstar)
- HoSoNoVa (2011, Victor)

### Soundtracks
- Video Game Music (1984, songs from namco games arranged and produced by Hosono, Alfa/¥EN)
- Nausicaä del Valle del Viento (風の谷のナウシカ Kaze no Tani no Naushika?) (1984, Soundtrack de anime, solo el tema principal por Narumi Yasuda, Tokuma Japan Corporation/Animage)[10]
- Night on the Galactic Railroad (銀河鉄道の夜 Ginga Tetsudō no Yoru?) (1985, soundtrack,[Teichiku/Non-Standard)
- Paradise View (1985, movie soundtrack, Teichiku/Monad)
- The Tale of Genji (源氏物語 Genji Monogatari?) (1987, soundtrack, Epic Sony)
- Why Dogs Don't Talk Anymore (だから犬はほえる Dakara Inu wa Hoeru?) (1996, música de fondo, Club King)
- La Maison de Himiko (2005, soundtrack, Warner Music Japan)
- Appleseed Ex Machina Original Soundtrack/Original Soundtrack Complete Edition (supervision de soundtrack, composición de algunos temas) (2007, Commmons)

### Álbumes recopilatorios
- Hosono Box 1969-2000 (2000, Daisyworld)
- Harry Hosono Crown Years 1974-1977 (2007)

### Álbumes tributo
- Tribute to Haruomi Hosono (2007, Commmons)

Incluyendo: Van Dyke Parks, Ryuichi Sakamoto, Takako Minekawa, Miharu Koshi, Little Creatures, Tokyo Ska Paradise Orchestra, Hiroshi Takano, Towa Tei, Akiko Yano, Rei Harakami, Yukihiro Takahashi, Cornelius, Jim O'Rourke, Kahimi Karie
- Strange Song Book — Tribute to Haruomi Hosono 2 (2008, Commmons)

Incluyendo: Señor Coconut, Van Dyke Parks, Dr. John, Sheena & The Rokkets, Buffalo Daughter, Thurston Moore, Miu Sakamoto, Ryuichi Sakamoto, Fennesz

### Contribuciones
- CBS/Sony Sound Image Series:
  - Pacific (with Shigeru Suzuki and Tatsuro Yamashita) (pistas 1, 4 y 8 compuestas y ejecutadas por Hosono) (1978)
  - The Aegen Sea (with Takahiko Ishikawa and Masataka Matsutoya) (pistas 3 y 4 compuestas y ejecutadas por Hosono) (1979)
  - Vol. 1 - Island Music (pistas 1, 7, 9 y 10 compuestas y ejecutadas por Hosono) (1983)
  - Vol. 2 - Off Shore (pistas 1 y 2  compuestas y ejecutadas por Hosono) (1983)
- Love, Peace & Trance (1995)

## Trabajos de composición
- Imokin Trio (イモ欽トリオ?):

High School Lullaby (1981)
Teardrop Tanteidan (ティアドロップ探偵団?) (1982)
Teenage Eagles (1983)
- Apogee & Perigee (Jun Togawa, Yuji Miyake y otros artistas):

Getsusekai Ryokou (月世界旅行?) (1984, Alfa)
Shinkuu Kiss (真空キッス?) (1984, Alfa)
- Seiko Matsuda:

Tegoku no Kiss/Wagamama na Kataomoi (天国のキッス／わがままな片想い?) (1983)
Glass no Ringo (ガラスの林檎?) (1983)
Pink no Mozart (ピンクのモーツァルト?) (1984)
- Akina Nakamori: Kinku (禁区?) (1983)
- Yoshie Kashiwabara: Shiawase Ondo (しあわせ音頭?) (1982)
- Shin'ichi Mori:

New York Monogatari (紐育物語?) (1983)
Whiskey Ira no Machi de (ウイスキー色の街で?)
- Miki Fujimura:

仏蘭西映画
夢・恋・人 (1983)
妖星傅
春 Mon Amour
- Kumiko Yamashita: 赤道小町ドキッ (1982)
- Narumi Yasuda: Kaze no Tani no Nausicaä (風の谷のナウシカ Kaze no Tani no Naushika?, Nausicaä del Valle del Viento) (image song para la película) (1984)
- Chisato Moritaka: Miracle Light (ミラクルライト?) (1997)
- Mitsuko Horie: Kiteretsu Daihyakka no Uta (キテレツ大百科のうた?) (1987, Kiteretsu Daihyakka tema de apertura del especial de 90 minutos)
- Mika Matsubara: Paradise Beach (Sophie's Theme) (パラダイス ビーチ(ソフィーのテーマ) Paradaisu Biichi (Sofii no Teema)?)
- Starbow: Heartbreak Taiyōzoku (ハートブレイク太陽族?) (1982)
- Kuniko Yamada: Tetsugaku Shiyō (哲学しよう?)
- Kawakamisan to Nagashimasan: きたかチョーさんまってたドン(1983)
- Masatō Ibu: Datte, Hormone Love (だって、ホルモンラブ?)
- Jun Togawa: 玉姫様 (1984)
- "NHK News Today" opening theme (1988, NHK TV)
- Chisato Moritaka: This Summer Will be More Better (今年の夏はモアベター Kotoshi no Natsu wa Moa Betā?) -(1998, zetima)
- Chappie: Tanabata no Yoru, Kimi ni Aitai (七夕の夜、君に逢いたい?) (1999)

## Filmografía
- "Yoimachigusa" (evening primrose) (1974): Música
- "Natsu no himitsu" (Summer secret) (1982): Música
- "Izakaya Chōji" (1983)
- "A Y.M.O. FILM PROPAGANDA" (1984)
- "Ginga tetsudô no yoru" (Night on the Galactic Railroad) (1985): Música
- "Paradaizu byu" (Paradise view) (1985)
- "Shigatsu no sakana" (1985)
- "Ningen no yakusoku" (A promise) (1986): Música
- "Jazu daimyô" (Jazz daimyô) (1986)
- "Murasaki SHikubu-Genji Monogatari" (Murasaki Shikibu-The Tale of Genji): Música
- "Binetsu shônen" (1987)
- "Hoshi o tsugumono" (1990): Música
- "Sazan uinzu" (Sazan Wins) (1993): Música
- "On the way" (2000): Música
- "Mezon do Himiko" (House of Himiko) (2005): Música
- "EX MACHINA" (2007): Música
- "Noruwei no mori" (Norwegian Wood) (2010): Record Shop Manager